# Afanasij Wiaziemski
Afanasij Wiaziemski (ros. Афанасий Иванович Вяземский) – rosyjski opricznik i bliski współpracownik Iwana IV Groźnego, po egzekucji Aleksieja Adaszewa cieszył się nieograniczonym zaufaniem cara.

## Życiorys
W 1565 roku był jednym z głównych zwolenników carskiej idei powołania opriczniny. W 1570 roku, po ekspedycji do Nowogrodu Wielkiego, został, razem z Fiodorem Basmanowem i innymi bojarami, oskarżony o tajny układ z władzami Nowogrodu, chęć sprzedania samego Nowogrodu oraz Pskowa Litwie, zamordowania cara i osadzenia na tronie własnego kandydata.
Zmarł podczas tortur.